# ブレインツリー (マサチューセッツ州)
ブレインツリー（英: Braintree）は、アメリカ合衆国マサチューセッツ州のノーフォーク郡にある都市。人口は3万9143人（2020年）。ブレインツリーの公式名には「町」がついているが、2008年執行の市民憲章を採択して、市長・市政委員会方式の政府となっており、マサチューセッツ州法の下では「市」である。ボストン大都市圏に入っており、マサチューセッツ湾交通局のレッドラインを利用でき、都市圏企画委員会のサウスショア連衡のメンバーである。
2008年の市制施行後、初代市長にはジョセフ・C・サリバンが就任し、2020年まで在任した。現在の市長はチャールズ・ココロスである。

## 歴史
ブレインツリーの町は1640年に法人化され、イングランドのエセックスにある町、ブレインツリーから名付けられた。当初の町域から後に、ランドルフ市、ホルブルック町、クインシー市が分離し、またウェイマス市とミルトン町の一部にも使われた。ブレインツリーの町はアメリカ合衆国大統領になったジョン・アダムズとジョン・クインシー・アダムズ、またマサチューセッツ州知事になったジョン・ハンコックの生誕地である。「ウェストポイントの父」と呼ばれるシルバナス・セイヤー将軍も、ブレインツリーのブレインツリーハイランズと呼ばれる地区で生まれた。
1920年、市内で「サッコ・ヴァンゼッティ事件」が発生した。アメリカ史の中でも最大の冤罪事件ではないかと言われている。
電話の共同発明者トマス・A・ワトソンは引退後にブレインツリーで住んだ。
1920年代、ブレインツリーの人口は10年間で約50%成長した。
2008年1月、ブレインツリーは政府形態を代表制タウンミーティングから市長・市政委員会方式に変更した。

## 地理
アメリカ合衆国国勢調査局に拠れば、市域全面積は14.5平方マイル (37.6 km2)であり、このうち陸地13.9平方マイル (36.0 km2)、水域は0.6平方マイル (1.6 km2)で水域率は4.34%である。水域にはポンドメドウ公園とサンセット湖が含まれている。

## 人口動態
以下は2000年国勢調査による人口統計データである。
| 基礎データ - 人口: 33,828 人 - 世帯数: 12,652 世帯 - 家族数: 8,907 家族 - 人口密度: 939.6人/km2（2,434.4 人/mi2） - 住居数: 12,973 軒 - 住居密度: 360.4軒/km2（933.6 軒/mi2） 人種別人口構成 - 白人: 93.96%（35%以上がアイルランド系） - アフリカン・アメリカン: 1.18% - ネイティブ・アメリカン: 0.11% - アジア人: 3.14% - 太平洋諸島系: 0.03% - その他の人種: 0.64% - 混血: 0.95% - ヒスパニック・ラテン系: 1.16% 年齢別人口構成 - 18歳未満: 22.5% - 18-24歳: 6.5% - 25-44歳: 28.9% - 45-64歳: 24.0% - 65歳以上: 18.1% - 年齢の中央値: 40歳 - 性比（女性100人あたり男性の人口） - 総人口: 89.1 - 18歳以上: 84.4 | 世帯と家族（対世帯数） - 18歳未満の子供がいる: 29.6% - 結婚・同居している夫婦: 55.4% - 未婚・離婚・死別女性が世帯主: 11.7% - 非家族世帯: 29.6% - 単身世帯: 24.4% - 65歳以上の老人1人暮らし: 11.9% - 平均構成人数 - 世帯: 2.61人 - 家族: 3.16人 収入と家計 - 収入の中央値（2007年推計値） - 世帯: 115,590米ドル - 家族: 90,590米ドル - 性別 - 男性: 89,607米ドル - 女性: 36,034米ドル - 人口1人あたり収入: 28,683米ドル - 貧困線以下 - 対人口: 3.8% - 対家族数: 2.1% - 18歳未満: 4.6% - 65歳以上: 3.3% |

## 交通

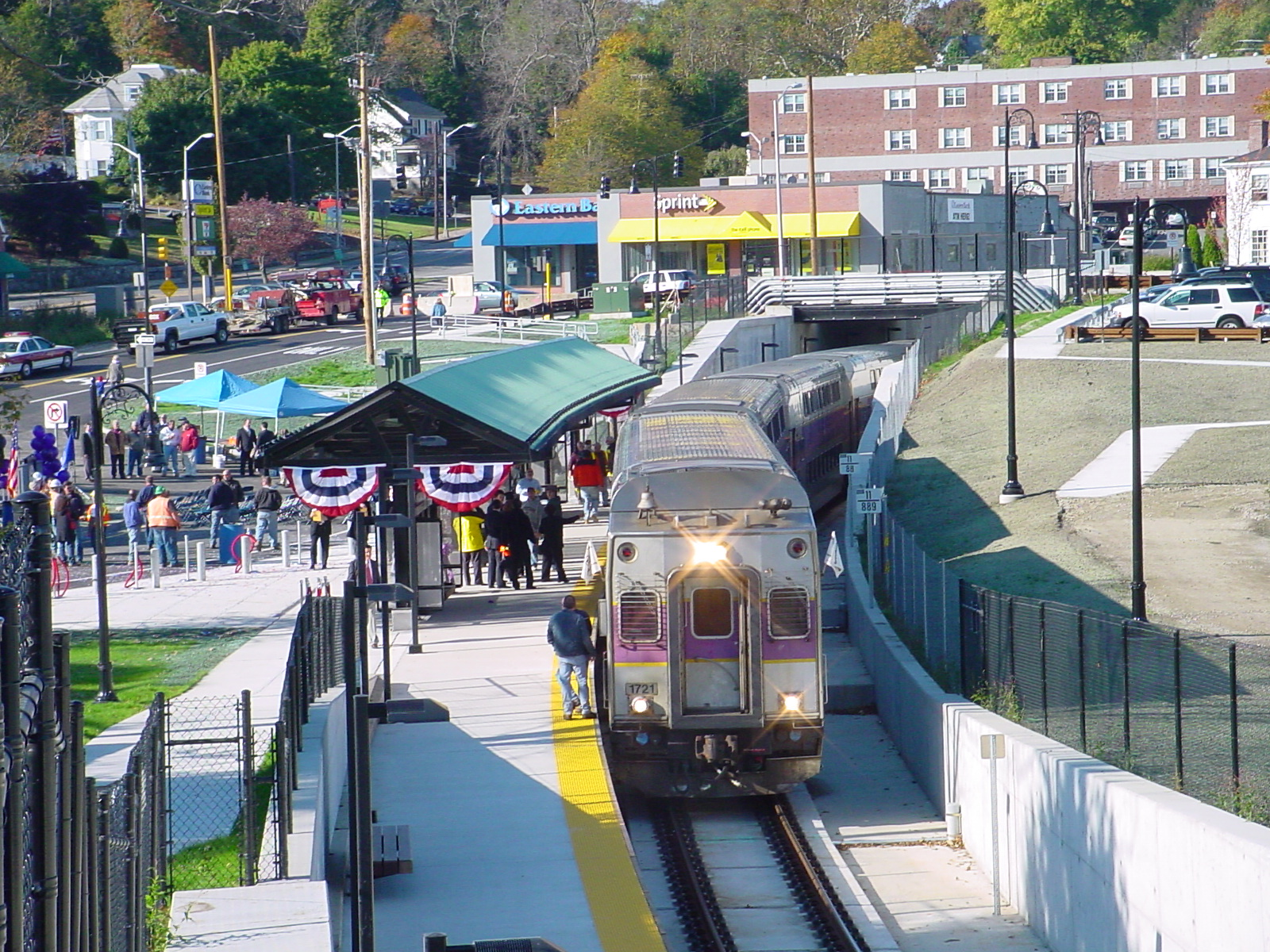
ウェイマス・ランディング/イーストブレインツリー駅

ブレインツリー市はボストン大都市圏にあり、鉄道、航空、高規格道路の設備が優れている。州道128号線と州間高速道路95号線が地域を内側と外側に分けその間に多くの「スポーク」となる道路で、ボストンの空港、港、インターモーダル施設へ直接結びつけられている。
1948年から1968年、町には一般用途空港のブレインツリー空港がグレート池近くにあり、民間防衛の役人と私用パイロットが利用していた。非舗装、853メートルの滑走路があり、飛行訓練ができた。住宅開発、町の上水道施設に近いこと、多くの事故があったことで、1968年に閉鎖された
。

### 主要高規格道路
ブレインツリー市の主要高規格道路は州間高速道路93号線（州内ではアメリカ国道1号線と合流している）とマサチューセッツ州道3号線であり、また州道37号線と同53号線もある。州間高速道路93号線、国道1号線、州道3号線は、合流して北のボストンからのサウスイースト・イクスプレスウェイとなって市内に入る。市内で分岐し、州道3号線はピルグリム・ハイウェイとして南のケープコッドに向かう。州間高速道路93号線と国道1号線は西の州道128号線方面に向かう。

### 鉄道
ボストン市の南駅に向かう通勤鉄道は、マサチューセッツ湾交通局のミドルボロ & プリマス線があり、ユニオン通りにあるブレインツリー鉄道駅から利用できる。ボストンからケープコッドのハイアニスおよびバザーズ湾の駅まで行く「ケープフライヤー」列車が、ブレインツリー通勤列車駅で停車する。マサチューセッツ湾交通局のレッドラインも同じ駅から利用できる。ウィークデイのグリーンブッシュラインは2007年遅くに運行を始め、クインシー・アベニューにあるウェイマス・ランディング/イーストブレインツリーの駅から利用できる。

### バス
ブレインツリー市はマサチューセッツ湾交通局のメンバーであり、クインシー・アダムズ、クインシー・センター、ブレインツリー、アシュモント駅へのバス定期路線が運行されている。高齢者や障碍者のために補助的交通機関である「ザ・ライド」も運行されている。

## 経済
ブレインツリーにはグレーターメディア、ヘモネティックス、トップソース LLC など幾つかの大企業がある。
1964年から1991年、ブレインツリーにはベイルのステーキハウス・レストランがあった。このチェーン店はメイン州からフロリダ州まで広がるアメリカ合衆国東海岸のランドマークだった。ブレインツリーにあった床面積が3万平方フィート (2,800 m²) の店は開店した時にチェーンの中でも最大であり、客席は600席あり、1,000人を収容できるバンケットルームもあり、700台収容の駐車場、キッチンが2部屋あり、その1つはバンケット専用となっていた。従業員も150人以上がいた。クインシーのマックス・ボドナーが最初のマネジャーだった。チェーン店の中でも繁盛した店であり、1日5,000人以上の顧客に対応できた。ベイルの会社が1991年に閉鎖した後に、レストランは何度も名前を変え、最後はトヨタ自動車のディーラー店を造るために解体された。このレストランの歴史の中で、1980年アメリカ合衆国大統領選挙で候補者だったロナルド・レーガンがサウスショア商工会議所の昼食会で選挙演説を行ったのが特筆される。

## 教育

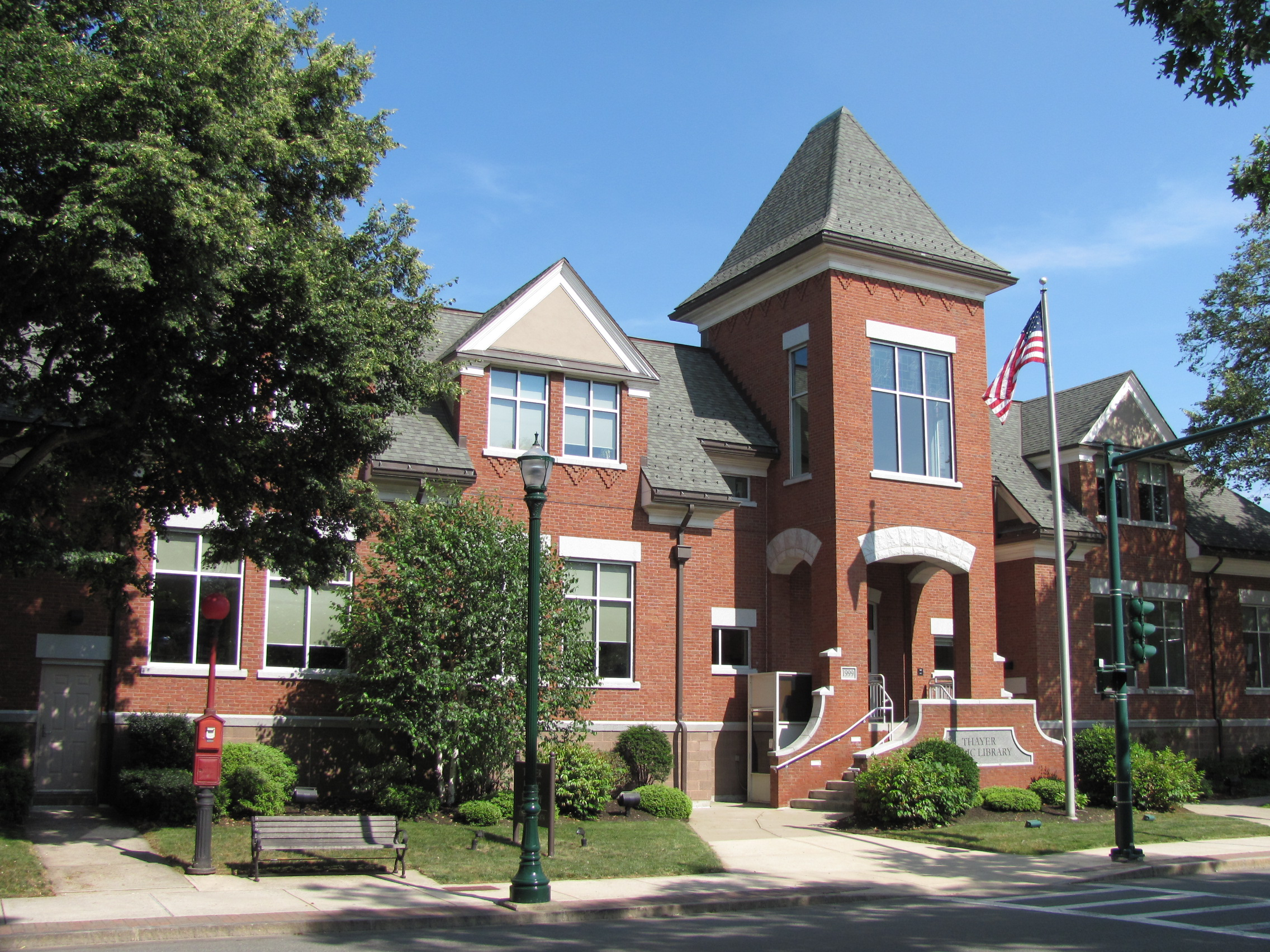
セイヤー公共図書館

ブレインツリーには高校が3校ある。公立のブレインツリー高校、私立のセイヤー・アカデミー、ローマ・カトリック系私立のアークビショップ・ウィリアムズ高校である。

## 見どころ
- シルバナス・セイヤー将軍生家
- サウスショア・プラザ（ショッピングモール）
- ポンドメドウ公園
- モナティコット川
- ブルーヒルズ保存地
- サンセット湖

## 著名な出身者
- アビゲイル・アダムズ、ジョン・アダムズ大統領夫人、ジョン・クインシー・アダムズの母
- ジョン・アダムズ、アメリカ独立宣言署名者、初代アメリカ合衆国副大統領、第2代アメリカ合衆国大統領
- ジョン・クインシー・アダムズ、外交官、第6代アメリカ合衆国大統領、アメリカ合衆国下院議員
- ジョン・ハンコック、アメリカ独立宣言署名者、第4代大陸会議議長、初代マサチューセッツ州知事

- モー・ボーン、メジャーリーグベースボール選手、ボストン・レッドソックス[16]
- ドニー・ウォルバーグ、ミュージシャン、俳優、ニュー・キッズ・オン・ザ・ブロックの設立メンバー[17]
- マーク・ウォールバーグ、俳優、歌手、「マーキー・マーク＆ザ・ファンキー・バンチ」のリードボーカル[18]

## ブレインツリーで撮影された映画
- 『Tell Me That You Love Me, Junie Moon』1969年6月、オットー・プレミンジャー監督
- 『ディパーテッド』2006年10月、マーティン・スコセッシ監督、フォアリバー造船所で撮影
- 『モール★コップ』2008年4月、スティーヴ・カー監督、サウスショア・プラザで撮影
- 『What Doesn't Kill You』2009年9月、ブライアン・グッドマン監督